# Bányfalu
Bányfalu (ukránul: Сусково) község Ukrajnában, Kárpátalján, a Munkácsi járásban.

## Története
Bányfalu, vagy Bányafalu környéke már a bronzkorban is lakott volt.
Nevét a 16. században már említették az oklevelek.
A trianoni békeszerződés előtt Bereg vármegye Szolyvai járásához tartozott.
1910-ben 710 lakosából 23 magyar, 102 német, 575 ruszin volt. Ebből 27 római katolikus, 585 görögkatolikus, 97 izraelita volt.